# Goran Trivan
Goran Trivan, cyr. Горан Триван (ur. 1962 w Kladovie) – serbski polityk, w 1991 minister młodzieży i sportu, od 2017 do 2020 minister ochrony środowiska.

## Życiorys
Ukończył studia na wydziale leśnictwa na Uniwersytecie w Belgradzie. Zaangażował się w działalność polityczną w ramach Socjalistycznej Partii Serbii Slobodana Miloševicia. W 1991 w pierwszym serbskim rządzie po przemianach politycznych był ministrem młodzieży i sportu. Później zatrudniony w państwowym przedsiębiorstwie leśnym Srbijašume, pełnił m.in. funkcję jego dyrektora generalnego.
W 2008 został dyrektorem sekretariatu ochrony środowiska w administracji miejskiej w Belgradzie. W 2016 powołany na wiceprzewodniczącego stołecznych struktur socjalistów. W czerwcu 2017 z rekomendacji SPS otrzymał nominację na ministra ochrony środowiska w rządzie Any Brnabić. Zakończył urzędowanie w październiku 2020.